# 도인태
도인태(都仁泰, 1964년 ~ )는 대한민국의 방송 기자이다.

## 경력
- 1993 MBC 보도국 사회부
- MBC 보도국 정치부
- 2008.03 MBC 보도국 탐사보도팀 팀장
- 2010.03 MBC 보도국 뉴욕특파원
- MBC 앵커
- 2013.08 MBC 보도국 취재센터 중부권취재부장
- 2015.03 MBC 보도국 취재센터 문화레저부장
- 2015.11 MBC 보도국 취재센터 국제부장
- MBC통일방송연구원
- 2017.12 ~ 2018.11 MBC 보도국 부국장
- 2018.11 ~ 2020.03 MBC 보도국 디지털뉴스에디터 부국장
- 2020.03 ~ 2023.12 MBC 미디어전략본부 본부장
- 2023.12 ~ 2024.02 MBC 특임이사
- 2024.03 ~ MBC C&I 대표이사 사장

## 방송 프로그램
- MBC 《MBC 뉴스데스크》(주말 - 2013년 11월 23일 ~ 2014년 5월 11일)
- MBC 《시사매거진 2580》
- MBC 《후 플러스》